# Maria Josepha Barbara Broger
Maria Josepha Barbara Broger (* als Magdalena Broger am 16. Oktober 1704 in Appenzell; heimatberechtigt ebenda; † 27. April 1775 ebenda) war eine Schweizer Liedersängerin, -sammlerin und vermutlich auch Autorin.

## Leben
Maria Josepha Barbara Broger war die Tochter des Anton Joseph Broger und der Anna Barbara Schay. Sie legte 1722 ihre Profess im Kloster Appenzell ab.
Broger sammelte Lieder und stellte ein handschriftliches Buch mit 60 deutschsprachigen Liedern aus der Zeit um 1700 zusammen. Es enthält gesellige, besinnliche, historische, zeitkritische und religiöse Weisen, Scherz-, Trink-, Jagd-, Schäfer- und Liebeslieder und einen Totentanz. Ein Hirtenlied gilt als die bislang älteste textliche Version des Appenzeller Kuhreihens. Unter den Texten sind 30 Unikate, zu ihnen sind alle Melodien, darunter 52 Unikate, in einstimmiger Fassung überliefert.rem Amt zurück und wirkte als Helfmutter bis zu ihrem Tod an der Pest.

## Belege
1. 1 2 3  Joe Manser: Maria Josepha Barbara Broger. In: Historisches Lexikon der Schweiz.  8. Juni 2004.

| Personendaten    | Personendaten                           |
| ---------------- | --------------------------------------- |
| NAME             | Broger, Maria Josepha Barbara           |
| ALTERNATIVNAMEN  | Broger, Magdalena (Geburtsname)         |
| KURZBESCHREIBUNG | Schweizer Liedersängerin und -sammlerin |
| GEBURTSDATUM     | 16. Oktober 1704                        |
| GEBURTSORT       | Appenzell                               |
| STERBEDATUM      | 27. April 1775                          |
| STERBEORT        | Appenzell                               |